# 好立克

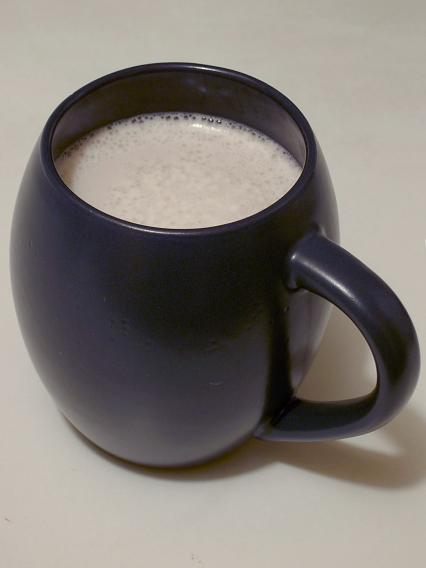
一杯好立克

好立克（英語：Horlicks）是一種以麥芽做成的熱飲，源於十九世紀的英國，原本是葛蘭素史克品牌，現在是聯合利華生產的眾多產品之一。
在香港，它俗稱呵瀝，是一種常見的麥芽飲品，相似饮品还有美祿、阿華田等；而在其他國家，例如發源地英國，好立克則作為一種有助睡眠的飲料。
好立克在超級市場常見售賣的是粉狀，用熱水沖成一杯一杯的熱飲，之後也可以加冰粒成為凍飲。但是，好立克少有如奶茶般，加入其他飲料。
好立克還有固體產品，稱為好立克糖。
香港有一種將阿華田和好立克混合並稱為兒童鴛鴦的飲品，適合兒童飲用，可取代含有咖啡因的鴛鴦，也是香港特有的飲料。

## 歷史
好立克源自創始者—威廉·霍利克（William Horlick）及詹姆斯·霍利克（James Horlick）兄弟的姓。他們來自英格蘭西南的格洛斯特郡，在1873年於美國中西部芝加哥成立工廠。

## 連結
- Horlicks（英國）（页面存档备份，存于）
- 好立克香港 （页面存档备份，存于）
- 好立克香港的Facebook專頁